# Park Władysława Jagiełły w Bydgoszczy

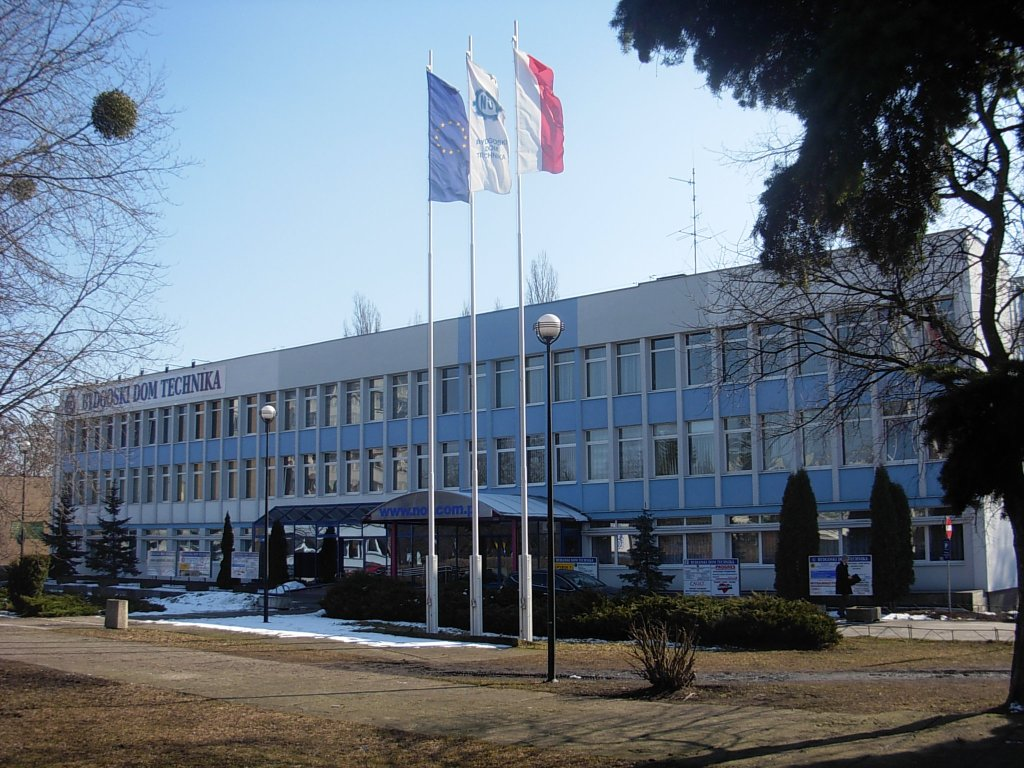
Budynek Domu Technika NOT

Park Władysława Jagiełły – park-ogród miejski w Bydgoszczy.

## Lokalizacja
Park jest położony między ulicami: Jagiellońską i Uroczą. Od północy przylega do parku Ludowego, a od południa do rzeki Brdy. Zajmowany obszar wynosi obecnie 50x100 m i jest mniejszy, niż przed wojną z powodu zabudowy Budynkiem Domu Technika NOT.

## Historia
Park został założony w 1844 roku na terenie o powierzchni 0,7 ha. Nazywał się Park Miejski (niem. Stadt Park). Wejście główne znajdowało się od ulicy Jagiellońskiej. Ogród łączył się z dużym trawnikiem przylegającym do rzeki Brdy. W początkach XX wieku wytyczono ulicę Kowalską, a park od Brdy ogrodzono niską zabudową.
Generalna przebudowa parku odbyła się w latach 1929–1930. Od ulicy Jagiellońskiej zbudowano granitowe ogrodzenie i trejażowe wejście obrośnięte różą pnącą oraz wykonano drugie wejście od strony ulicy Uroczej. Główną atrakcją parku, który nazwano imieniem Władysława Jagiełły była położona w niecce duża fontanna z brodzikiem. Wokół fontanny urządzono drogę, plażę i naprzemienne pasy: trawy, krzewów i żywopłotu. Na pozostałym obszarze urządzono szpalery drzew, dróżki, rabaty i dywany kwietne. W 1939 roku zadrzewienie od ulicy Jagiellońskiej było tak gęste, że ze środka parku nie było widać ulicy. 
Park wykonano w formie ogrodu różanego, ze wszystkimi odmianami tej rośliny, rozpiętymi na stożkach, trejażach i rabatach. Alejki wykonano w formie kół, powiększających się na kolejnych stopniach ogrodu. Tuż przed wybuchem II wojny światowej w parku rosło 45 gatunków drzew i krzewów między innymi: daglezja zielona, świerk, świerk srebrzysty, dęby, kasztanowce, wiązy, platany, klony, klony jawory, topole czarne - piramidalne, jarząb szwedzki, jarząb brekinia.
W latach 1972–1974 w południowej części parku wybudowano Bydgoski Dom Technika NOT według projektu arch. Stefana Klajbora. Z kolei w latach 1973–1975 w części wschodniej powstał biurowiec. 
Pozostałą część terenu zagospodarowano w formie skweru, a pośrodku wybudowano fontannę, która spełniała także rolę basenu otwartego. Park wzbogacono rzeźbami ogrodowymi.